# Diecéze wallisko-futunská
Diecéze Wallis a Futuna (lat. Diocesis Uveanus et Futunensis, franc. Diocèse de Wallis-et-Futuna) je francouzská římskokatolická diecéze. Leží na území zámořského společenství Wallis a Futuna. Sídlo biskupství i katedrála Notre-Dame-de-l'Assomption de Matâ'Utu se nachází ve městě Mata-Utu. Diecéze je součástí církevní provincie Nouméa.
Od 21. prosince 2005 je diecézním biskupem Mons. Ghislain de Rasilly.

## Historie
Apoštolský vikariát Wallis a Futuna byl zřízen 11. listopadu 1935.
Na diecézi byl povýšen 21. června 1966.
Diecéze Wallis a Futuna je sufragánem arcidiecéze Nouméa.